# Dendrolobium geesinkii
Dendrolobium geesinkii är en ärtväxtart som beskrevs av Hiro Ohashi. Dendrolobium geesinkii ingår i släktet Dendrolobium och familjen ärtväxter. Inga underarter finns listade i Catalogue of Life.